# Ghost Reveries
Ghost Reveries è l'ottavo album in studio del gruppo musicale svedese Opeth, pubblicato il 20 agosto 2005 dalla Roadrunner Records.

## Descrizione
Ghost Reveries è il primo album degli Opeth in cui il cantante, chitarrista, e principale compositore Mikael Åkerfeldt ha trattato temi riguardanti l'occulto. Dal punto di vista stilistico gli Opeth hanno preferito puntare, più che su una vera e propria sperimentazione, ad una rielaborazione del proprio sound analizzando ancora più a fondo la contrapposizione di un pesante death metal con elementi tipici del rock progressivo anni settanta e con influenze jazz e blues. Una sostanziale differenza nel sound risultante è stata data dall'entrata ufficiale nel gruppo del tastierista Per Wiberg, che aveva già collaborato con la band dai tempi di Deliverance e Damnation, e dalla scelta di utilizzare ritmiche più nette e cadenzate simili a quelle dei Tool. Le canzoni Atonement, Hours of Wealth e Isolation Years sono completamente melodiche, differenziandosi quindi dalle altre tracce che presentano invece entrambi gli aspetti stilistici (quello violento e quello melodico). Hours of Wealth in particolare si allontana ancora di più da quello che è il classico stile della band, avendo il sound e la struttura molto simili a quelli di un pezzo blues. Isolation Years è, a detta del suo autore Mikael Åkerfeldt, la più bella canzone mai scritta dagli Opeth.
Come già era capitato in My Arms, Your Hearse, anche in questo disco è presente un riferimento al gruppo britannico Comus: il titolo della canzone The Baying of the Hounds è tratto da un verso della canzone Diana (da First Utterance, del 1971).
I disegni di copertina e del libretto sono stati realizzati da Travis Smith che cura l'artwork dei lavori degli Opeth già da molto tempo. Invece di contenere una foto della band, il libretto contiene un disegno dei membri del gruppo realizzato da un fan (Anthony Sorrento). L'illustrazione era stata selezionata fra le tante che erano state inviate al gruppo durante un concorso appositamente aperto sul sito ufficiale.

## Promozione
Dopo il fallimento della precedente etichetta Music for Nations, gli Opeth sono approdati presso la statunitense Roadrunner che fin dall'inizio della registrazione del nuovo album ha operato una campagna pubblicitaria in larga scala (scegliendo fra l'altro di non pubblicare un CD singolo ma mettendo gratuitamente in rete un'intera traccia) che ha dato in effetti i frutti sperati portando Ghost Reveries ad un successo di vendite largamente superiore ai lavori precedenti. L'album ha toccato posizioni considerevoli in varie classifiche europee: nei Paesi Bassi è arrivato al primo posto, in Svezia al nono e in Finlandia al decimo.
È stato registrato un video musicale per la traccia The Grand Conjuration che la Roadrunner Records ha diffuso sul proprio sito, venendo trasmesso anche da MTV negli Stati Uniti d'America.
L'anno seguente è stata pubblicata l'edizione speciale dell'album, contenente un DVD aggiuntivo e una bonus track, la reinterpretazione di Soldier of Fortune dei Deep Purple, il primo brano ad essere registrato insieme al batterista Martin Axenrot, che sostituì Martin Lopez in quel periodo.

## Tracce
Testi di Mikael Åkerfeldt, musiche di Mikael Åkerfeldt e degli Opeth.
1. Ghost of Perdition – 10:29
2. The Baying of the Hounds – 10:41
3. Beneath the Mire – 7:57
4. Atonement – 6:28
5. Reverie/Harlequin Forest – 11:39
6. Hours of Wealth – 5:20
7. The Grand Conjuration – 10:21
8. Isolation Years – 3:51

Contenuto bonus nell'edizione speciale
- CD

1. Soldier of Fortune – 3:28 (David Coverdale, Ritchie Blackmore) – originariamente interpretata dai Deep Purple

- DVD

1. Beyond Ghost Reveries: A Documentary – 38:01
2. A 5.1 Mix of the Ghost Reveries Album – 66:46
3. The Grand Conjuration (The Director's Cut of the Video) – 5:06

## Formazione
Gruppo
- Mikael Åkerfeldt – voce, chitarra, mellotron aggiuntivo
- Peter Lindgren – chitarra
- Martin Lopez – batteria, percussioni
- Martin Mendez – basso
- Per Wiberg – mellotron, organo, pianoforte, pianoforte elettrico

Produzione
- Opeth – produzione, ingegneria del suono, missaggio, mastering
- Jens Bogren – coproduzione, ingegneria del suono, missaggio, mastering
- Rickard Bengtsson – co-registrazione
- Anders Alexandersson – co-registrazione
- Niklas Kallgren – co-registrazione
- Thomas Eberger – mastering